# Barnevognen (film)
Barnevognen er en svensk dramafilm fra 1963 skrevet og instrueret af Bo Widerberg. Filmen var Widerbergs første spillefilm og har Inger Taube og Thommy Berggren i hovedrollerne.

## Handling
En gruppe unge mennesker forsøger at finde deres plads i tilværelsen. Britt arbejder på en fabrik og ses med to forskellige mænd. Britts situation bliver kompliceret da hun bliver gravid, for så skal hun pludselig træffe et svært valg.

## Medvirkende (i udvalg)
- Inger Taube som Britt Larsson
- Ulla Akselson som Britts mor
- Gunnar Öhlund som Britts far
- Lena Brundin som Britts samarbejdspartner
- Thommy Berggren som Björn
- Lars Passgård som Robban
- Stig Torstensson som Kurt